# Сражение у острова Судсало
Сражение у острова Судсало (швед. Skärgårdsslaget vid Grönvikssund) — морской бой времен Русско-шведской войны, состоявшийся 18 (30) августа 1808. 
Накануне сражения 24 гребных судна капитана I ранга Селиванова находились в Абоских шхерах при входе в Ботнический залив (близ Кустави). 18 (30) августа 1808 эта флотилия была атакована превосходящими силами шведов (52 судно).
Бой на ближней дистанции длился 8 часов. Во время сражения отличился матрос Хвостов.
Наступившая темнота прекратила бой, в результате которого шведы потеряли 10 канонерских лодок (8 затонули, а 2 были взорваны) и 242 человека убитыми и ранеными. Потери русской стороны: 2 канонерские лодки, 45 человек убито и 68 ранено. 
Из-за большого расхода боезапаса и повреждений многих судов, из которых 17 имели от 4 до 8 пробоин и едва держались на плаву, Селиванов отвел свой отряд в Або. 
Итог боя оказался неопределенным. Шведы приписывали победу себе. Русские полагали, что флотилии Селиванова удалось справиться с поставленной перед ними задачей по недопуску неприятеля к материковой части берега. 